# Strigulia
Strigulia es un género de escarabajos de la familia Buprestidae.

## Especies
- Strigulia asmarica Bellamy, 1986[2]
- Strigulia auberti Thery, 1930
- Strigulia boettcheri Thery, 1930
- Strigulia camerunica Obenberger, 1922
- Strigulia coerulea Kerremans, 1903
- Strigulia cyclodera (Fairmaire, 1891)
- Strigulia falcipes (Roth, 1851)
- Strigulia monardi Thery, 1947
- Strigulia nana Obenberger, 1924
- Strigulia nigritorum Kerremans, 1914
- Strigulia paradisea Obenberger, 1922
- Strigulia pygmaea Kerremans, 1899
- Strigulia scotti Thery, 1937